# Hội nghị San Francisco
Hội nghị Liên Hợp Quốc về một tổ chức quốc tế (thường được gọi là Hội nghị San Francisco, người Việt Nam từng gọi là Hội nghị Cựu Kim Sơn) là một hội nghị gồm có sự tham gia của 50 đại biểu từ các quốc gia Đồng Minh diễn ra từ ngày 25 tháng 4 năm 1945 đến 26 tháng 6 năm 1945 tại San Francisco, Hoa Kỳ. Trong hội nghị này, các đại biểu đã xem lại và viết lại Hiệp ước Dumbarton Oaks. Kết quả của Hội nghị là việc thông qua Hiến chương Liên Hợp Quốc.
Hội nghị này được điều hành bởi chủ tọa là nhà ngoại giao Mỹ Alger Hiss.